# 子猫物语
《子猫物语》（直译：「小猫的故事」）是一部1986年公映的日本电影，由畑正憲編劇及導演。由真实动物演出，讲述了两只动物（分别为虎斑猫和巴哥犬）的冒险故事。

## 故事
故事舞台是在北海道的一个农场。主角是一只年幼的橘色虎斑猫，在一次与一只灰白巴哥犬玩捉迷藏时，因为藏到了河边的一个木箱里而被水冲走。巴哥犬奋力追赶，甚至与黑熊搏斗，但还是走散了。在冒险历程中，小猫得到马、梅花鹿、猪等动物的帮助；也经历到弱肉强食的残酷现实。最终与巴哥犬相遇了。后来，小猫爱上了一只白猫，于是巴哥犬离开了。巴哥犬之后也找到了自己的伴侣。

## 反響
电影拍了五年，最终于1986年7月12日在日本公映，票房收入达98億日圓，发行收入54億日圓，为日本年度票房冠军。是当时日本票房第三高的电影。在1987年举行的第10回日本電影學院獎中，该作获得了作品部门话题奖，负责配乐的坂本龍一获得了优秀音乐奖。
受《子猫物语》影响，之后接连推出了《八公犬物語》和《想见玛丽莲》（日语：マリリンに逢いたい）等动物电影。